# Europeiska unionens institutioner

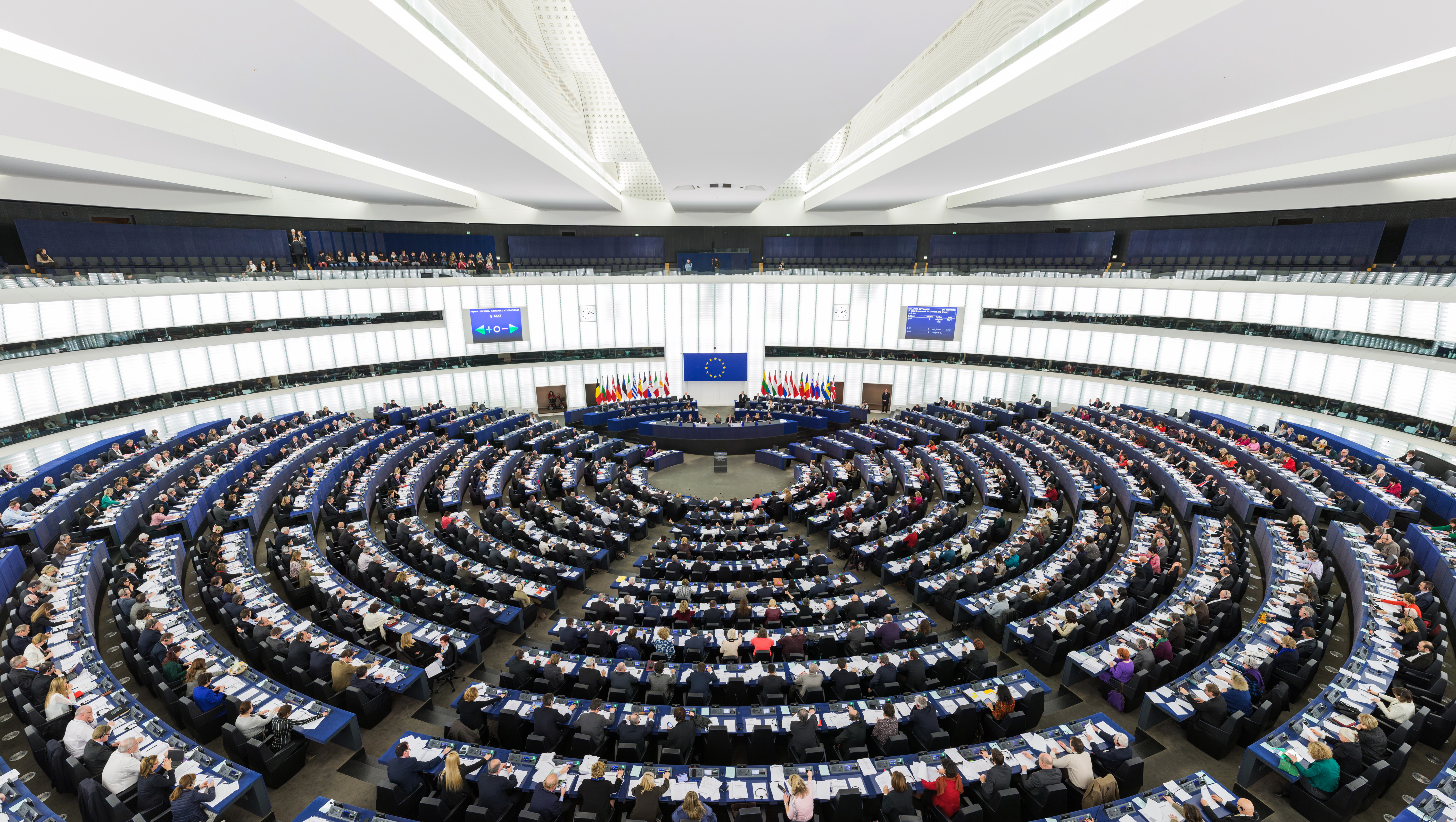
Europaparlamentet är en av unionens institutioner.

Europeiska unionens institutioner är sju institutioner som inrättats inom Europeiska unionen: Europaparlamentet, Europeiska rådet, Europeiska unionens råd, Europeiska kommissionen, EU-domstolen, Europeiska centralbanken och Europeiska revisionsrätten.
Institutionerna har till syfte att främja unionens värden och förverkliga dess mål. För detta ändamål har de tilldelats vissa befogenheter av medlemsstaterna som tillåter dem att anta rättsakter. Varje institution fyller vissa funktioner enligt unionens fördrag. Till exempel ansvarar Europaparlamentet och Europeiska unionens råd för att lagstifta och anta unionens budget på förslag av Europeiska kommissionen, som bland annat har till uppgift att utarbeta lagförslag som främjar unionens allmänna intresse.
Enligt principen om lojalt samarbete är institutionerna skyldiga att samarbeta lojalt med varandra och med medlemsstaterna. De ska enligt fördragen utföra sitt arbete så öppet som möjligt för det civila samhället.

## Historia
De nuvarande institutionernas historia sträcker sig tillbaka till upprättandet av Europeiska gemenskaperna under 1950-talet. Sedan dess har institutionernas funktioner och befogenheter utvecklats genom olika fördrag, såsom fusionsfördraget, Maastrichtfördraget och Lissabonfördraget.

### Inrättandet av de första institutionerna
De första institutionerna inrättades genom Parisfördraget i samband med upprättandet av Europeiska kol- och stålgemenskapen (EKSG) den 23 juli 1952. Genom fördraget bildades fyra institutioner: Höga myndigheten, Gemensamma församlingen, Särskilda ministerrådet och en domstol. Höga myndigheten utgjorde gemenskapens kärna och var ett överstatligt organ med långtgående befogenheter att fatta bindande beslut över medlemsstaterna i kol- och stålfrågor. Dessa beslut tolkades av gemenskapens domstol för att säkerställa att de genomfördes och tillämpades korrekt. Förhandlingarna om upprättandet av gemenskapen ledde till ytterligare två institutioner, vars främsta syfte var att granska Höga myndigheten. Den första institutionen var Gemensamma församlingen, bestående av 78 ledamöter valda av de nationella parlamenten, som hade till uppgift att övervaka, ge demokratisk legitimitet samt verka som en politisk motvikt till Höga myndigheten. Den andra institutionen var Särskilda ministerrådet, som inrättades för att stärka mellanstatligheten inom gemenskapen, bland annat för att tillmötesgå de mindre medlemsstaternas oro för en alltför omfattande överstatlighet.
Genom Romfördragen, som trädde i kraft den 1 januari 1958, inrättades delvis parallella institutioner för Europeiska ekonomiska gemenskapen (EEG) och Europeiska atomenergigemenskapen (Euratom). Gemensamma församlingen (som bytte namn till Europeiska parlamentariska församlingen) och domstolen blev förvisso gemensamma institutioner för alla tre gemenskaperna, men däremot fick de nya gemenskaperna var sitt ministerråd och var sin kommission, som motsvarade Höga myndigheten. Till följd av framför allt den franska regeringens misstänksamhet mot överstatlighet fick de nya kommissionerna mer begränsade befogenheter än Höga myndigheten och en större del av den beslutsfattande makten hamnade istället hos de nya ministerråden för de två nya gemenskaperna.

### Fusionsfördraget
Under närmare tio år fortsatte Europeiska gemenskaperna att ha parallella institutioner. Först under mitten av 1960-talet ledde förhandlingar om fusionsfördraget till att de parallella institutionerna slogs ihop till en enhetlig institutionell struktur för alla tre gemenskaperna. Fusionsfördraget undertecknades den 8 april 1965 och trädde i kraft den 1 juli 1967 efter att alla medlemsstater hade ratificerat fördraget i enlighet med sina respektive konstitutionella bestämmelser. Därmed ersatte Europeiska ekonomiska gemenskapens kommission och ministerråd sina motsvarigheter inom de övriga två gemenskaperna.

### Senare förändringar
Europeiska parlamentariska församlingen, som 1962 bytte namn till Europaparlamentet, skulle enligt Romfördragen väljas direkt av medborgarna i medlemsstaterna. På grund av oenighet om valsystemet försenades dock genomförandet av dessa bestämmelser och först under 1970-talet kunde rådet anta de nödvändiga bestämmelserna. Det första valet till Europaparlamentet hölls den 7–10 juni 1979.
Under 1970-talet inrättades även Europeiska revisionsrätten och medlemsstaternas stats- och regeringschefer började att träffas på regelbunden basis i form av Europeiska rådet. Under 1980-talet antogs europeiska enhetsakten, som trädde i kraft den 1 juli 1987 och stärkte Europaparlamentets befogenheter. Denna utveckling fortsatte under 1990-talet genom Maastrichtfördraget, som inrättade ett medbeslutandeförfarande där parlamentet fick samma lagstiftande befogenheter som rådet inom vissa lagstiftningsområden. Parlamentet fick även ökad parlamentarisk kontrollmakt över kommissionen och tvingade till exempel kommissionen Santer att avgå 1999 efter en korruptionsskandal. Genom Maastrichtfördraget blev även Europeiska revisionsrätten en officiell institution, samtidigt som Europeiska centralbanken inrättades den 1 juni 1998 inför införandet av euron.
Under 2000-talet stärktes Europaparlamentets befogenheter ytterligare genom Lissabonfördraget den 1 december 2009. Det tidigare införda medbeslutandeförfarandet bytte namn till det ordinarie lagstiftningsförfarandet och utökades till att omfatta större delen av alla lagstiftningsområden. Samtidigt blev Europeiska rådet och Europeiska centralbanken officiella institutioner.

## Sammansättning och funktionssätt
| Unionens två lagstiftande institutioner: Europaparlamentet och Europeiska unionens råd. Parlamentet är direktvalt medan rådet företräder medlemsstaternas regeringar. |  | Unionens två lagstiftande institutioner: Europaparlamentet och Europeiska unionens råd. Parlamentet är direktvalt medan rådet företräder medlemsstaternas regeringar. |
| Unionens två lagstiftande institutioner: Europaparlamentet och Europeiska unionens råd. Parlamentet är direktvalt medan rådet företräder medlemsstaternas regeringar. |  | |

Europeiska unionens institutioner är inrättade med artikel 13.1 i fördraget om Europeiska unionen som rättslig grund. Institutionerna är totalt sju till antalet: Europaparlamentet, Europeiska rådet, Europeiska unionens råd (”rådet”), Europeiska kommissionen, EU-domstolen, Europeiska centralbanken och Europeiska revisionsrätten.
Samtliga av institutionerna leds av någon typ av ordförande, som ansvarar för att leda institutionens arbete framåt och representera den utåt. Det är också ordföranden som normalt undertecknar de rättsakter som institutionen antar. Till sin hjälp har varje institution ett generalsekretariat eller motsvarande organ med tjänstemän som bistår institutionen i dess dagliga arbete.
Institutionerna skiljer sig från unionens organ och byråer eftersom de i enlighet med fördragen har tilldelats befogenheter som går utöver rådgivande eller förvaltningsmässiga funktioner. Till exempel har Europeiska ekonomiska och sociala kommittén, Europeiska regionkommittén och Europeiska investeringsbanken inte status som institutioner.

### Val och andra utnämningsförfaranden

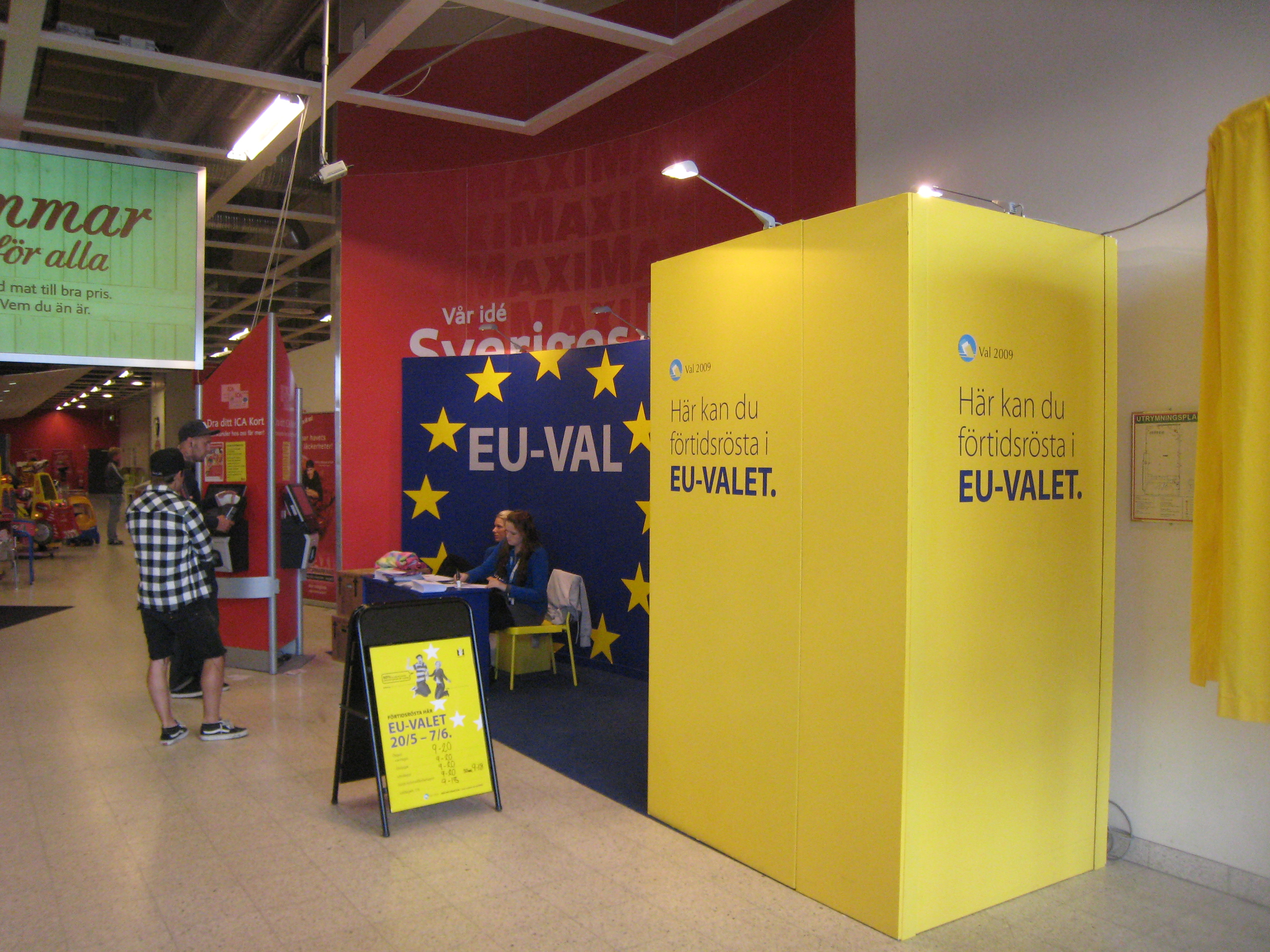
Val till Europaparlamentet avgör parlamentets sammansättning.

Utnämningsförfarandena för de sju institutionerna regleras av fördragen och ser något olika ut för de olika institutionerna. Grunden för utnämningen av ledamöterna i de olika institutionerna är valet till Europaparlamentet samt sammansättningen av medlemsstaternas regeringar. Europeiska rådet fastställer med enhällighet på initiativ av Europaparlamentet mandatfördelningen mellan medlemsstaterna i parlamentet, utifrån de bestämmelser som finns i fördraget om Europeiska unionen. Parlamentets ledamöter väljs genom allmänna, direkta, fria och hemliga val som hålls vart femte år. Europeiska rådet består av medlemsstaternas stats- eller regeringschefer. På motsvarande sätt består Europeiska unionens råd av en företrädare på ministernivå för varje medlemsstat.
Europeiska kommissionens ledamöter utses för en period av fem år i taget av Europeiska rådet, efter godkännande av Europaparlamentet och efter samråd med Europeiska unionens råd. Kommissionen består av en unionsmedborgare från varje medlemsstat. Även EU-domstolen och Europeiska revisionsrätten består av en unionsmedborgare från varje medlemsstat. Dessa tre institutioner ska dock verka för andra ändamål än nationella intressen. Ledamöterna i dessa institutioner företräder således inte sina medlemsstater i fråga; särskilt får en ledamot inte ta emot instruktioner från en medlemsstats regering. Domarna utses av medlemsstaternas regeringar i samförstånd, medan revisorerna utses av Europeiska unionens råd efter samråd med Europaparlamentet. Både domarna och revisorerna utses för en period av sex år, som kan förnyas.
Europeiska centralbanken består av tre olika organ. ECB-rådet, som är centralbankens högsta beslutande organ, består av direktionens ledamöter samt centralbankscheferna för de nationella centralbankerna i de medlemsstater som har euron som valuta. Direktionen består av en ordförande, en vice ordförande och fyra andra ledamöter. De utses av Europeiska rådet med kvalificerad majoritet på rekommendation av Europeiska unionens råd och efter samråd med Europaparlamentet och ECB-rådet. De väljs för en period av åtta år, som inte kan förnyas.

### Maktdelningsprincipen
Fördelningen av funktioner och befogenheter mellan institutionerna baserar sig på maktdelningsprincipen. Det innebär att varje institution fyller en avgränsad funktion och är förbjuden att inkräkta på en annan institutions funktioner. Fördragen fastställer också att de olika institutionerna ska vara oberoende av medlemsstaterna och varandra, med vissa undantag. Domstolen, centralbanken och revisionsrätten är alla tre helt oberoende institutioner, som ska verka för specifika ändamål utan inverkan från medlemsstaterna eller övriga institutioner. Europeiska kommissionen är helt oberoende av medlemsstaterna, men ansvarig inför Europaparlamentet i enlighet med principen om parlamentarism. Parlamentet kan avsätta kommissionen genom en misstroendeförklaring. Europeiska rådet och Europeiska unionens råd företräder medlemsstaterna, medan Europaparlamentet företräder unionsmedborgarna.
Parlamentet och rådet ansvarar för att lagstifta, kommissionen för att lägga fram lagförslag, domstolen för att tolka unionsrätten, centralbanken för att föra unionens monetära politik och revisionsrätten för att revidera unionens räkenskaper. Europeiska rådet har ett övergripande ansvar för att dra upp riktlinjer och mål. Europaparlamentet granskar också all verksamhet och beviljar kommissionen ansvarsfrihet på rekommendation av Europeiska unionens råd och mot bakgrund av rapporter från Europeiska revisionsrätten.
| Institution                | Sammansättning                                                                                 | Utnämningsförfarande | Funktioner | Säte                                   |
| -------------------------- | ---------------------------------------------------------------------------------------------- | --- | --- | -------------------------------------- |
| Europaparlamentet          | 720 direktvalda ledamöter                                                                      | Väljs genom allmänna, direkta, fria och hemliga val för en period av fem år i taget.                                                     | – Lagstifta tillsammans med rådet – Utöva parlamentarisk kontroll – Välja kommissionsordföranden                           | Strasbourg, Frankrike Bryssel, Belgien |
| Europeiska rådet           | 27 stats- eller regeringschefer samt Europeiska rådets ordförande och kommissionens ordförande | Utses av de nationella parlamenten eller väljs genom direkta nationella val.                                                             | – Fastställa allmänna politiska riktlinjer och prioriteringar – Föreslå kommissionsordförande – Initiera fördragsändringar | Bryssel, Belgien                       |
| Europeiska unionens råd    | En företrädare på ministernivå för varje medlemsstat                                           | Utses av de nationella parlamenten eller statscheferna.                                                                                  | – Lagstifta tillsammans med Europaparlamentet – Fastställa politik och fungera samordnande                                 | Bryssel, Belgien                       |
| Europeiska kommissionen    | En medborgare från varje medlemsstat                                                           | Utses av Europeiska rådet efter godkännande av Europaparlamentet för en period av fem år, som kan förnyas.                               | – Initiera lagförslag – Övervaka tillämpningen av unionsrätten – Genomföra budgeten – Representera unionen utåt            | Bryssel, Belgien                       |
| EU-domstolen               | 27 domare i domstolen, 54 domare i tribunalen                                                  | Utses av medlemsstaternas regeringar i samförstånd för en period av sex år, som kan förnyas.                                             | – Tolka unionsrätten | Luxemburg, Luxemburg                   |
| Europeiska centralbanken   | Direktionen och ECB-rådet                                                                      | Utses av Europeiska rådet efter samråd med Europaparlamentet och Europeiska unionens råd för en period av åtta år, som inte kan förnyas. | – Föra unionens monetära politik                                                                                           | Frankfurt am Main, Tyskland            |
| Europeiska revisionsrätten | En revisor från varje medlemsstat                                                              | Utses av rådet efter samråd med Europaparlamentet för en period av sex år, som kan förnyas.                                              | – Revidera unionens räkenskaper                                                                                            | Luxemburg, Luxemburg                   |

### Demokratiska principer

#### Representativ demokrati
Enligt fördraget om Europeiska unionen ska unionen bygga på representativ demokrati. Det innebär å ena sidan att regelbundna allmänna, fria och hemliga val ska hållas i unionen, å andra sidan att all makt hos institutionerna på ett eller annat sätt kan härledas till dessa val. Regelbundna val förrättas både på nationell nivå i medlemsstaterna och på europeisk nivå genom val till Europaparlamentet. Medlemsstaternas företrädare i Europeiska rådet och Europeiska unionens råd måste vara demokratiskt ansvariga, antingen inför sitt nationella parlament eller inför sina medborgare. Europaparlamentet utses genom direkta val vart femte år.
| ”                                                                                        | Unionens sätt att fungera ska bygga på representativ demokrati. | „ |
| – Artikel 10.1 i fördraget om Europeiska unionen efter Lissabonfördragets ikraftträdande |                                                                 |   |

Övriga institutioners ledamöter utses av dessa direkt eller indirekt valda institutioner. Europaparlamentet har även möjlighet att avsätta en sittande kommission genom en misstroendeförklaring. Möjligheten att avsätta ledamöter av domstolen, centralbanken och revisionsrätten är däremot mycket begränsad. EU-domstolen kan dock under vissa omständigheter avsätta en ledamot av kommissionen på begäran av rådet eller kommissionen, avsätta en ledamot av Europeiska centralbankens direktion på begäran av Europeiska centralbankens råd eller direktionen, samt avsätta en revisor i Europeiska revisionsrätten på begäran av revisionsrätten.

#### Öppenhet och tillgång till handlingar
Historiskt har öppenheten och tillgången till handlingar vid institutionerna varit begränsad, vilket har kritiserats med hänsyn till den demokratiska aspekten. Genom Amsterdamfördraget, som trädde i kraft den 1 maj 1999, stärktes öppenheten och rätten till tillgång till viss handlingar. Genom offentlighetsförordningen genomfördes denna rättighet i början av 2000-talet. Genom Lissabonfördraget, som trädde i kraft den 1 december 2009, stärktes kraven på öppenheten och rätten till tillgång till handlingar ytterligare, men dessa bestämmelser har ännu inte genomförts i form av en uppdaterad offentlighetsförordning.
En rad undantag från principerna om öppenhet och tillgång till handlingar förekommer. Endast Europaparlamentets sammanträden är alltid öppna för allmänheten, medan vissa handlingar är inte tillgängliga för allmänheten och möjligheten att klaga på domstolens och centralbankens beslut är begränsad.

#### Inslag av direktdemokrati
Även om unionens institutionella struktur baserar sig på representativ demokrati finns det vissa inslag av direktdemokrati. Det innebär att en unionsmedborgare har möjlighet att direkt påverka institutionerna i en specifik fråga, utöver de allmänna valen. En unionsmedborgare har rätt att göra framställningar till Europaparlamentet och vända sig till unionens institutioner samt Europeiska ombudsmannen på något av unionens officiella språk och få svar på samma språk. Genom ett europeiskt medborgarinitiativ finns också en möjlighet för minst en miljon unionsmedborgare att på motsvarande sätt uppmana kommissionen att lägga fram ett lagförslag inom sitt befogenhetsområde. Dessa åtgärder är dock inte bindande för institutionerna, och det saknas instrument för att anordna folkomröstningar på europeisk nivå. De direktdemokratiska inslagen är således starkt begränsade i unionen.

## Funktioner och befogenheter

### Lagstiftningsförfarande

Ordinarie lagstiftningsförfarande

Europaparlamentet och Europeiska unionens råd har till främsta uppgift att lagstifta, vilket de gör genom att anta rättsakter (förordningar, direktiv och beslut) i enlighet med ett lagstiftningsförfarande. Det finns två olika typer av lagstiftningsförfaranden: det ordinarie lagstiftningsförfarandet och särskilda lagstiftningsförfaranden. Vilket lagstiftningsförfarande som ska tillämpas i ett specifikt fall avgörs av lagförslagets rättsliga grund i fördragen. Utöver bestämmelserna i fördragen kan parlamentet, rådet och kommissionen ingå interinstitutionella avtal som reglerar deras arbets- och funktionssätt.
I regel har Europeiska kommissionen ensamrätt att lägga fram lagförslag. Parlamentet och rådet kan dock uppmana kommissionen att lägga fram ett lagförslag. Inom polissamarbete och straffrättsligt samarbete kan lagstiftningsakter även antas på initiativ av en fjärdedel av medlemsstaterna. Genom lagstiftningsakter kan parlamentet och rådet dels delegera befogenheter till kommissionen, dels ge kommissionen genomförandebefogenheter när enhetliga villkor för genomförandet av en lagstiftningsakt krävs. Utöver kommissionen ansvarar medlemsstaterna för att lagstiftningsakterna genomförs genom att vidta alla nödvändiga nationella lagstiftningsåtgärder.
Det ordinarie lagstiftningsförfarandet består i att parlamentet och rådet lagstiftar gemensamt. Detta förfarande kräver att både parlamentet och rådet godkänner ett lagförslag för att det ska antas. Båda institutionerna har också möjlighet att ändra i lagförslaget under lagstiftningsprocessen. I regel fattar Europaparlamentet beslut med enkel majoritet, medan rådet fattar beslut med kvalificerad majoritet. Lagstiftningsakter som antas i enlighet med det ordinarie lagstiftningsförfarandet undertecknas av parlamentets talman och rådets ordförande innan de offentliggörs i Europeiska unionens officiella tidning.
Ett särskilt lagstiftningsförfarande består i att Europaparlamentet med medverkan av rådet, eller rådet med medverkan av Europaparlamentet, lagstiftar. I regel fattar Europaparlamentet beslut med enkel majoritet, medan rådet fattar beslut med enhällighet. Det finns tre olika typer av särskilda lagstiftningsförfaranden: samrådsförfarande, godkännandeförfarande och budgetförfarande. Samrådsförfarande innebär att rådet lagstiftar efter samråd med parlamentet, medan godkännandeförfarande innebär att parlamentet eller rådet lagstiftar efter godkännande av den andra lagstiftande institutionen. Lagstiftningsakter som antas i enlighet med ett särskilt lagstiftningsförfarande undertecknas av ordföranden för den institution som har antagit dem innan de offentliggörs i Europeiska unionens officiella tidning.

### Andra funktioner
Utöver lagstiftningsförfarandet, utövar institutionerna flera andra viktiga funktioner. Europeiska rådet saknar lagstiftande funktion, men ska ge unionen de impulser som behövs för dess utveckling samt bestämma riktlinjer och prioriteringar. Detta innefattar bland annat att bestämma strategiska intressen och mål för den gemensamma utrikes- och säkerhetspolitiken och andra områden som rör unionens yttre åtgärder, strategiska riktlinjer för området med frihet, säkerhet och rättvisa och riktlinjer för medlemsstaternas och unionens ekonomiska politik.
Kommissionens funktion inom unionen motsvarar de nationella regeringarnas funktioner i medlemsstaterna. Dess centrala funktion är att tillvarata unionens allmänna intresse genom att söka förslag och lösningar som i första hand ligger i hela unionens intresse. Kommissionens funktion är å ena sidan att utarbeta lagförslag, å andra sidan att genomföra de lagstiftningsakter som parlamentet och rådet antar. Den representerar också unionen utåt, till exempel i olika internationella organisationer. Parlamentet och rådet kan delegera befogenheter till kommissionen genom lagstiftningsakter. Trots sina delegerade befogenheter och genomförandebefogenheter, saknar kommissionen egna lagstiftande befogenheter.
Europeiska centralbankens funktion är att, tillsammans med de nationella centralbankerna i de medlemsstater som har euron som valuta, föra unionens monetära politik. Den ska även sträva efter att stödja den allmänna ekonomiska politiken inom unionen med hänsyn till dess mål.

#### Tolkning av unionsrätten
EU-domstolen har exklusiv behörighet att tolka unionsrätten, med undantag för större delen av den gemensamma utrikes- och säkerhetspolitiken. De uppgifter som EU-domstolen ansvarar för inkluderar att granska lagenligheten av de rättsakter som unionen antar och avgöra huruvida en medlemsstat har underlåtit att uppfylla sina skyldigheter enligt unionsrätten. Det åligger också domstolen att tolka unionsrätten på begäran av de nationella domstolarna genom att meddela förhandsavgöranden.

#### Revision och ansvarsfrihet
Revisionsrättens centrala funktion är att revidera unionens räkenskaper. Denna funktion innefattar att granska alla inkomster och utgifter, dels för institutionerna, dels för alla organ och byråer. Revisionsrätten avger därefter en förklaring om tillförlitligheten hos de räkenskaper som granskats till parlamentet och rådet. Utöver detta granskar också revisionsrätten om de finansiella transaktionerna har varit lagliga, korrekta och ändamålsenliga. Om den upptäcker några oegentligheter kan revisionsrätten underrätta Europeiska byrån för bedrägeribekämpning. Granskningen innefattar inte bara unionens institutioner, organ och byråer, utan varje fysisk eller juridisk person som mottar medel från unionen. Granskningen i medlemsstaterna sker i samarbete med ansvariga nationella myndigheter och utförs vid behov på plats i lokalerna tillhörande den fysiska eller juridiska person som granskas. Det åligger revisionsrätten att i synnerhet granska kommissionens verksamhet, även om ungefär 80 procent av unionens medel hanteras av nationella myndigheter.
Sina slutsatser sammanfattar revisionsrätten i sin årliga rapport. Denna rapport tillsammans med förklaringen om räkenskapernas tillförlitlighet och diverse särskilda rapporter ligger till grund för Europaparlamentet när det ska bevilja kommissionen ansvarsfrihet. Om Europaparlamentet inte är tillfredsställt med vad som har framkommit i revisionsrättens rapporter, kan parlamentet utkräva förbättringar och reformer från kommissionen eller annat ansvarigt organ. I det mest långtgående fallet kan parlamentet tvinga kommissionen att avgå genom en misstroendeförklaring. Även om en misstroendeförklaring aldrig har röstats igenom, tvingade parlamentet i praktiken kommissionen Santer att avgå 1999 genom att neka kommissionen ansvarsfrihet.

## Säte och administration

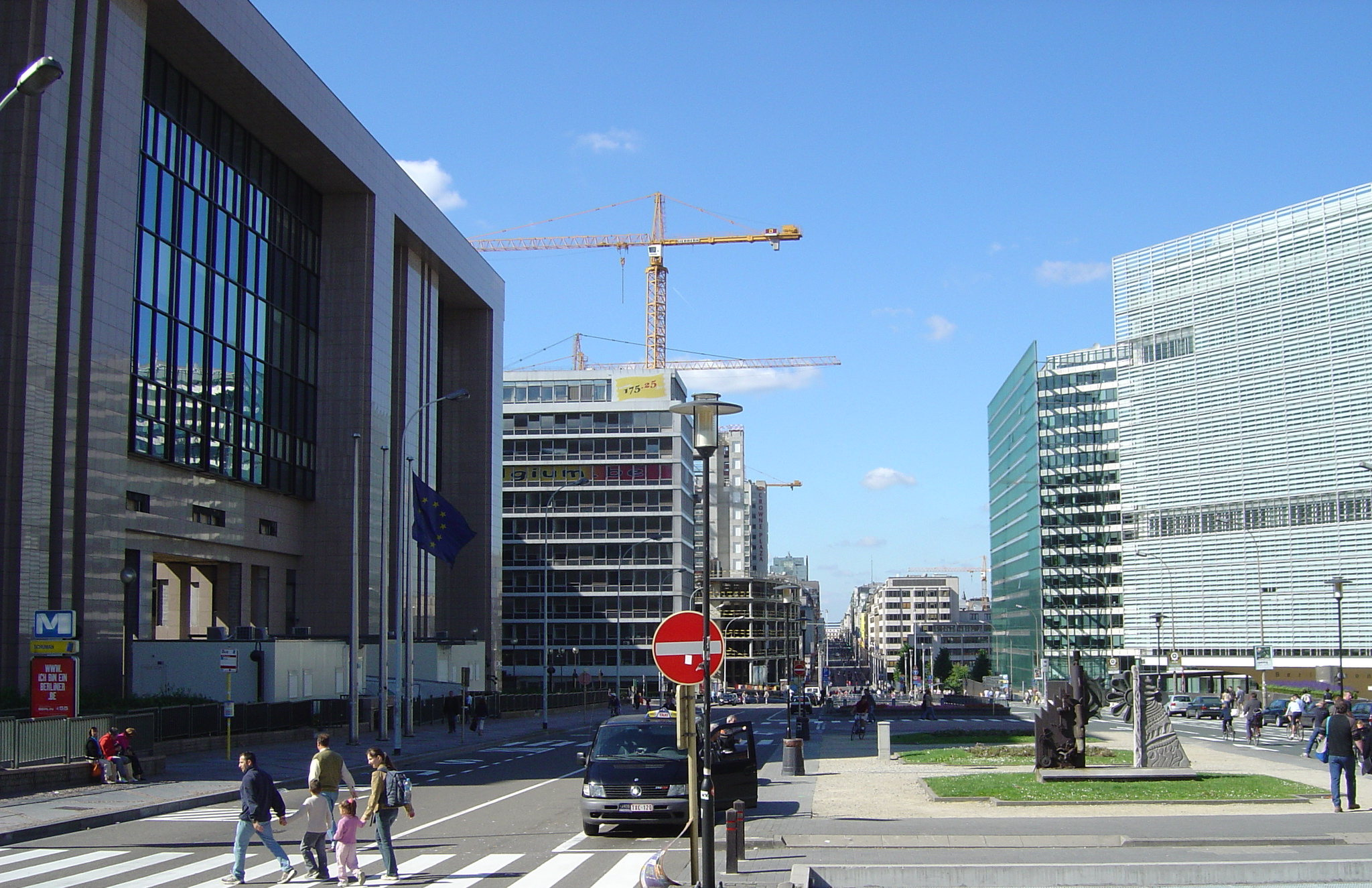
De flesta av institutionerna har numera sin verksamhet i Bryssel.

I samband med upprättandet av Europeiska kol- och stålgemenskapen väcktes frågan om var institutionerna skulle ha sina säten. Några bestämmelser återfanns inte i fördraget, som endast föreskrev att medlemsstaternas regeringar skulle besluta om detta i samförstånd med varandra. Någon självklar stad att förlägga sätena i fanns dock inte. Flera olika städer övervägdes, men någon enighet kunde inte nås. Bryssel, Belgien, hade kunnat erhålla stöd från alla medlemsstater, men på grund av oenighet inom den instabila belgiska regeringen övergavs detta alternativ. Slutligen föreslog Luxemburgs premiärminister Joseph Bech att institutionerna skulle förläggas i Luxemburg, men endast tillfälligt till dess att ett permanent beslut om sätena hade fattats.
1958 väcktes frågan på nytt till liv i samband med att de två nya gemenskaperna bildades. Medlemsstaternas företrädare kom överens om ett principbeslut om att institutionernas säte skulle förläggas till en och samma stad. Dock kunde medlemsstaternas regeringar fortfarande inte enas om vilken stad. Därför sköts beslutet upp under flera år. Institutionerna själva samt Belgien, Nederländerna och Tyskland förespråkade Bryssel, medan Luxemburg förespråkade att det tillfälliga sätet skulle behållas, Frankrike förespråkade Strasbourg och Italien förespråkade Milano. En tillfällig lösning innebar att Europaparlamentet fick sitt säte i Strasbourg, domstolen förblev i Luxemburg, medan rådet och kommissionerna fick dela sina säten mellan Bryssel och Luxemburg. Den tillfälliga lösningen bekräftades i ett beslut den 8 april 1965 i samband med fusionsfördraget. Beslutet innebar att största delen av rådets och kommissionens verksamheter koncentrerades till Bryssel, istället för Luxemburg. För att kompensera Luxemburg, förblev domstolen tillsammans med vissa av parlamentets och kommissionens avdelningar i landet. Senare förlades även Europeiska revisionsrättens säte i Luxemburg.
Den 12 december 1992 antog Europeiska rådet en slutlig överenskommelse om institutionernas säten. I beslutet bestämdes även andra organs säten, däribland Europeiska centralbankens säte i Frankfurt am Main, Tyskland. Europaparlamentet ifrågasatte beslutet, eftersom det innebar en cementering av parlamentets tredelade säte och, enligt parlamentet, stred mot fördragen. Europeiska rådets överenskommelse fogades emellertid till unionens grundfördrag genom Amsterdamfördraget, som trädde i kraft den 1 maj 1999, och blev därmed en integrerad del av primärrätten.